# 馬鴻興
馬鴻興（1897年—1935年6月3日），字雁秋，小字夏讓，福建长汀人，中華民國大陸時期福建軍閥。

## 生平
1897年，馬鴻興出生於福建长汀县童坊乡拔里村，幼年曾入私塾，十三歲（一作十九歲）時獨自前往將樂山區學習造紙。当时福建社会混乱，土匪猖獗，马鸿兴感到做学徒无出路，加入了许德标的土匪营。根据承亮《马鸿兴其人其事》一文，马在杀死当地民团内熟人，夺走枪支后，召集参与“关爷会”的会友上山成匪，流窜于将乐顺昌一带。1922年，驻永安的福建省陆军混成旅旅长郭锦堂将马收编，初任排长。当时郭部与卢兴邦部争夺地盘，常常接触，马屡立战功，于1924年升任连长。
1935年6月3日，馬鴻興遇刺身亡。

## 脚注
1. ↑  根据《其人其事》一文，”关爷会“为当时将乐的封建帮会组织，在将乐造纸的长汀工人大多参加此会，马到将乐后亦入会。